# Cyrtodactylus albofasciatus
Cyrtodactylus albofasciatus är en ödleart som beskrevs av  George Albert Boulenger 1885. Cyrtodactylus albofasciatus ingår i släktet Cyrtodactylus och familjen geckoödlor. Inga underarter finns listade i Catalogue of Life.
Denna geckoödla förekommer i sydvästra Indien i låglandet och i bergstrakten Västra Ghats upp till 1400 meter över havet. Individerna lever främst i lövfällande skogar. De påträffades även i städsegröna skogar och sällan i gräsmarker. Arten är nattaktiv och den går på marken eller klättrar på trädens bark. Honor lägger ägg.
Framtida skogsröjningar för att etablera jordbruksmark och industriområden kan påverka beståndet negativ. Hela populationen antas vara stor. IUCN listar arten som livskraftig (LC).